# Estação Ploshchad Ilhitcha
Ploshchad Ilhitcha (em russo:  Площадь Ильича) é uma das estações da linha Kalininskaia (Linha 8) do Metro de Moscovo, na Rússia. Estação «Ploshchad Ilhitcha» está localizada entre as estações «Aviamotornaia» e «Marxistskaia».